# CONCACAF Champions League 2021
La CONCACAF Champions League 2021 è stata la 56ª edizione della CONCACAF Champions League, nonché la tredicesima con questa denominazione.
La competizione è stata vinta dal Monterrey, impostosi per la quinta volta nel torneo, che si è qualificato alla Coppa del mondo per club FIFA 2021.

## Formula
Le squadre partecipanti sono 16, provenienti dalle tre associazioni regionali che compongono la CONCACAF: la North American Football Union, la Unión Centroamericana de Fútbol e la Caribbean Football Union.
I club, per poter partecipare al torneo, devono rispettare i criteri imposti dalla CONCACAF in materia di stadi. Se le squadre aventi diritto a partecipare non hanno uno stadio casalingo in grado di soddisfare i criteri richiesti, possono indicarne un altro a norma nel proprio paese. Se un club non riuscisse a trovare un impianto adeguato per la competizione sarebbe escluso dalla manifestazione.
Le partecipanti sono inserite in un tabellone di tipo tennistico: i turni fino alle semifinali sono a eliminazione diretta con incontri di andata e ritorno, in caso di parità nel risultato aggregato il passaggio del turno è deciso applicando la regola dei gol fuori casa, in caso di ulteriore parità non sono effettuati i tempi supplementari ma si decide il passaggio del turno attraverso i rigori. La finale si disputa in gara unica, in caso di parità al termine dei 90 minuti si disputano i tempi supplementari e quindi i rigori. Negli ottavi e nei quarti di finale il fattore campo è determinato dalla posizione sorteggiata nel tabellone, mentre nelle semifinali e in finale è determinato dai risultati dei turni precedenti.

## Date
| Turno            | Sorteggio                     | Andata             | Ritorno              |
| ---------------- | ----------------------------- | ------------------ | -------------------- |
| Ottavi di finale | 10 febbraio 2021 (Miami, USA) | 6-8 aprile 2021    | 13-15 aprile 2021    |
| Quarti di finale | 10 febbraio 2021 (Miami, USA) | 27-29 aprile 2021  | 4-6 maggio 2021      |
| Semifinali       | 10 febbraio 2021 (Miami, USA) | 10-12 agosto 2021  | 15-16 settembre 2021 |
| Finale           | 10 febbraio 2021 (Miami, USA) | 26-28 ottobre 2021 | 26-28 ottobre 2021   |

## Squadre partecipanti
| Nazione             | Slot  | Club               | Qualificazione                                                       |
| ------------------- | ----- | ------------------ | -------------------------------------------------------------------- |
| Messico 4 posti     | MEX 1 | Monterrey          | Campione Torneo Apertura 2019                                        |
| Messico 4 posti     | MEX 2 | Cruz Azul          | Primo nel Torneo Clausura 2020 al momento dell'interruzione          |
| Messico 4 posti     | MEX 3 | América            | Finalista Torneo Apertura 2019                                       |
| Messico 4 posti     | MEX 4 | León               | Secondo nel Torneo Clausura 2020 al momento dell'interruzione        |
| Stati Uniti 4 posti | USA 1 | Columbus Crew      | Campione MLS 2020                                                    |
| Stati Uniti 4 posti | USA 2 | Philadelphia Union | Vincitore MLS Supporters' Shield 2020                                |
| Stati Uniti 4 posti | USA 3 | Portland Timbers   | Vincitore torneo MLS is Back                                         |
| Stati Uniti 4 posti | USA 4 | Atlanta United     | Vincitore U.S. Open Cup 2019                                         |
| Canada 1 posto      | CAN 1 | Toronto FC         | Finalista Canadian Championship 2020                                 |
| Costa Rica 2 posti  | CRC 1 | Alajuelense        | Vincitore CONCACAF League 2020                                       |
| Costa Rica 2 posti  | CRC 2 | Saprissa           | Finalista CONCACAF League 2020                                       |
| Honduras 2 posti    | HON 1 | Olimpia            | Semifinalista CONCACAF League 2020                                   |
| Honduras 2 posti    | HON 2 | Marathón           | Vincitrice play-in round CONCACAF League 2020                        |
| Nicaragua 1 posto   | NIC 1 | Real Estelí        | Vincitrice play-in round CONCACAF League 2020                        |
| CFU 1+1 posti       | CCC 1 | Atlético Pantoja   | Miglior squadra della fase a gironi del Campionato per club CFU 2020 |
| CFU 1+1 posti       | CCC 2 | Arcahaie           | Semifinalista CONCACAF League 2020                                   |

## Sorteggio
Il sorteggio si è svolto a Miami, il 10 febbraio 2021. Le squadre sono state inserite in un tabellone di tipo tennistico, che ha determinato gli accoppiamenti di tutti i turni fino alla finale, nonché il fattore campo per ottavi e quarti di finale.
Le squadre erano divise in due urne, una per otto teste di serie e una per le altre otto squadre, sulla base di un indice elaborato dalla CONCACAF. L'indice prende in considerazione i risultati nelle ultime cinque edizioni della Champions League, non viene calcolato per ogni singola squadra ma per gli "slot" assegnati a ogni paese.
I punti del coefficiente vengono così assegnati:
- 4 punti per ogni partecipazione
- 3 punti per ogni vittoria
- 1 punto per ogni pareggio
- 1 punto per ogni turno superato
- 2 punti per la vittoria nella competizione.[8]

| Urna   | Pos. | Slot  | Pt. 2015/16 | Pt. 2016/17 | Pt. 2018 | Pt. 2019 | Pt. 2020 | Totale |
| ------ | ---- | ----- | ----------- | ----------- | -------- | -------- | -------- | ------ |
| Urna 1 | 1    | MEX 2 | 20          | 30          | 25       | 21       | 24       | 120    |
| Urna 1 | 2    | MEX 1 | 33          | 27          | 12       | 20       | 11       | 103    |
| Urna 1 | 3    | MEX 3 | 23          | 15          | 17       | 26       | 11       | 92     |
| Urna 1 | 4    | USA 3 | 16          | 20          | 17       | 11       | 11       | 75     |
| Urna 1 | 5    | CAN 1 | 8           | 22          | 21       | 5        | 10       | 66     |
| Urna 1 | 6    | USA 2 | 13          | 14          | 7        | 15       | 16       | 65     |
| Urna 1 | 7    | USA 1 | 14          | 11          | 11       | 11       | 6        | 53     |
| Urna 1 | 8    | USA 4 | 16          | 8           | 5        | 11       | 12       | 52     |
| Urna 2 | 9    | MEX 4 | 18          | 10          | 9        | 4        | 7        | 48     |
| Urna 2 | 10   | CRC 2 | 9           | 14          | 5        | 7        | 4        | 39     |
| Urna 2 | 11   | HON 2 | 11          | 11          | 5        | 0        | 11       | 38     |
| Urna 2 | 12   | CRC 1 | 10          | 8           | 5        | 7        | 6        | 36     |
| Urna 2 | 13   | HON 1 | 10          | 11          | 5        | 4        | 5        | 35     |
| Urna 2 | 14   | CCC 1 | 8           | 5           | 4        | 4        | 4        | 25     |
| Urna 2 | 15   | NIC 1 | 4           | 6           | 0        | 0        | 0        | 10     |
| Urna 2 | 16   | HTI 1 | 0           | 4           | 0        | 0        | 0        | 4      |

## Partite

### Tabellone
|  | Ottavi             | Ottavi | Ottavi |  |                  | Quarti             | Quarti | Quarti |  |           | Semifinali         | Semifinali | Semifinali |  |           | Finale  | Finale |
|  |                    |        |        |  |                  |                    |        |        |  |           |                    |            |            |  |           |         |        |
|  | Real Estelí        | 0      | 0      |  |                  |                    |        |        |  |           |                    |            |            |  |           |         |        |
|  | Real Estelí        | 0      | 0      |  |                  |                    |        |        |  |           |                    |            |            |  |           |         |        |
|  | Columbus Crew      | 4      | 1      |  |                  |                    |        |        |  |           |                    |            |            |  |           |         |        |
|  | Columbus Crew      | 4      | 1      |  | Columbus Crew    | 2                  | 0      |        |  |           |                    |            |            |  |           |         |        |
|  |                    |        |        |  | Columbus Crew    | 2                  | 0      |        |  |           |                    |            |            |  |           |         |        |
|  |                    |        |        |  |                  | Monterrey          | 2      | 3      |  |           |                    |            |            |  |           |         |        |
|  | Atlético Pantoja   | 0      | 1      |  |                  | Monterrey          | 2      | 3      |  |           |                    |            |            |  |           |         |        |
|  | Atlético Pantoja   | 0      | 1      |  |                  |                    |        |        |  |           |                    |            |            |  |           |         |        |
|  | Monterrey          | 3      | 3      |  |                  |                    |        |        |  |           |                    |            |            |  |           |         |        |
|  | Monterrey          | 3      | 3      |  |                  |                    |        |        |  | Monterrey | 1                  | 4          |            |  |           |         |        |
|  |                    |        |        |  |                  |                    |        |        |  | Monterrey | 1                  | 4          |            |  |           |         |        |
|  |                    |        |        |  |                  |                    |        |        |  |           | Cruz Azul          | 0          | 1          |  |           |         |        |
|  | León               | 1      | 1      |  |                  |                    |        |        |  |           | Cruz Azul          | 0          | 1          |  |           |         |        |
|  | León               | 1      | 1      |  |                  |                    |        |        |  |           |                    |            |            |  |           |         |        |
|  | Toronto FC         | 1      | 2      |  |                  |                    |        |        |  |           |                    |            |            |  |           |         |        |
|  | Toronto FC         | 1      | 2      |  | Toronto FC       | 1                  | 0      |        |  |           |                    |            |            |  |           |         |        |
|  |                    |        |        |  |                  |                    |        |        |  |           |                    |            |            |  |           |         |        |
|  |                    |        |        |  |                  | Cruz Azul          | 3      | 1      |  |           |                    |            |            |  |           |         |        |
|  | Arcahaie           | 0      | 0      |  |                  |                    |        |        |  |           |                    |            |            |  |           |         |        |
|  | Arcahaie           | 0      | 0      |  |                  |                    |        |        |  |           |                    |            |            |  |           |         |        |
|  | Cruz Azul          | 0      | 8      |  |                  |                    |        |        |  |           |                    |            |            |  |           |         |        |
|  | Cruz Azul          | 0      | 8      |  |                  |                    |        |        |  |           |                    |            |            |  | Monterrey | 1       |        |
|  |                    |        |        |  |                  |                    |        |        |  |           |                    |            |            |  | Monterrey | 1       |        |
|  |                    |        |        |  |                  |                    |        |        |  |           |                    |            |            |  |           | América | 0      |
|  | Marathón           | 2      | 0      |  |                  |                    |        |        |  |           |                    |            |            |  |           | América | 0      |
|  | Marathón           | 2      | 0      |  |                  |                    |        |        |  |           |                    |            |            |  |           |         |        |
|  | Portland Timbers   | 2      | 5      |  |                  |                    |        |        |  |           |                    |            |            |  |           |         |        |
|  | Portland Timbers   | 2      | 5      |  | Portland Timbers | 1                  | 1      |        |  |           |                    |            |            |  |           |         |        |
|  |                    |        |        |  | Portland Timbers | 1                  | 1      |        |  |           |                    |            |            |  |           |         |        |
|  |                    |        |        |  |                  | América            | 1      | 3      |  |           |                    |            |            |  |           |         |        |
|  | Olimpia            | 1      | 1      |  |                  |                    |        |        |  |           |                    |            |            |  |           |         |        |
|  | Olimpia            | 1      | 1      |  |                  |                    |        |        |  |           |                    |            |            |  |           |         |        |
|  | América (gfc)      | 2      | 0      |  |                  |                    |        |        |  |           |                    |            |            |  |           |         |        |
|  | América (gfc)      | 2      | 0      |  |                  |                    |        |        |  | América   | 2                  | 2          |            |  |           |         |        |
|  |                    |        |        |  |                  |                    |        |        |  | América   | 2                  | 2          |            |  |           |         |        |
|  |                    |        |        |  |                  |                    |        |        |  |           | Philadelphia Union | 0          | 0          |  |           |         |        |
|  | Alajuelense        | 0      | 0      |  |                  |                    |        |        |  |           | Philadelphia Union | 0          | 0          |  |           |         |        |
|  | Alajuelense        | 0      | 0      |  |                  |                    |        |        |  |           |                    |            |            |  |           |         |        |
|  | Atlanta United     | 1      | 1      |  |                  |                    |        |        |  |           |                    |            |            |  |           |         |        |
|  | Atlanta United     | 1      | 1      |  | Atlanta United   | 0                  | 1      |        |  |           |                    |            |            |  |           |         |        |
|  |                    |        |        |  | Atlanta United   | 0                  | 1      |        |  |           |                    |            |            |  |           |         |        |
|  |                    |        |        |  |                  | Philadelphia Union | 3      | 1      |  |           |                    |            |            |  |           |         |        |
|  | Saprissa           | 0      | 0      |  |                  | Philadelphia Union | 3      | 1      |  |           |                    |            |            |  |           |         |        |
|  | Saprissa           | 0      | 0      |  |                  |                    |        |        |  |           |                    |            |            |  |           |         |        |
|  | Philadelphia Union | 1      | 4      |  |                  |                    |        |        |  |           |                    |            |            |  |           |         |        |
|  | Philadelphia Union | 1      | 4      |  |                  |                    |        |        |  |           |                    |            |            |  |           |         |        |

### Ottavi di finale
| Squadra 1        | Totale      | Squadra 2          | Andata | Ritorno |
| ---------------- | ----------- | ------------------ | ------ | ------- |
| Arcahaie         | 0 - 8       | Cruz Azul          | 0 - 0  | 0 - 8   |
| León             | 2 - 3       | Toronto FC         | 1 - 1  | 1 - 2   |
| Atlético Pantoja | 1 - 6       | Monterrey          | 0 - 3  | 1 - 3   |
| Real Estelí      | 0 - 5       | Columbus Crew      | 0 - 4  | 0 - 1   |
| Saprissa         | 0 - 5       | Philadelphia Union | 0 - 1  | 0 - 4   |
| Alajuelense      | 0 - 2       | Atlanta United     | 0 - 1  | 0 - 1   |
| Olimpia          | 2 - 2 (gfc) | América            | 1 - 2  | 1 - 0   |
| Marathón         | 2 - 7       | Portland Timbers   | 2 - 2  | 0 - 5   |

### Quarti di finale
| Squadra 1        | Totale | Squadra 2          | Andata | Ritorno |
| ---------------- | ------ | ------------------ | ------ | ------- |
| Toronto FC       | 1 - 4  | Cruz Azul          | 1 - 3  | 0 - 1   |
| Columbus Crew    | 2 - 5  | Monterrey          | 2 - 2  | 0 - 3   |
| Atlanta United   | 1 - 4  | Philadelphia Union | 0 - 3  | 1 - 1   |
| Portland Timbers | 2 - 4  | América            | 1 - 1  | 1 - 3   |

### Semifinali
| Squadra 1 | Totale | Squadra 2          | Andata | Ritorno |
| --------- | ------ | ------------------ | ------ | ------- |
| Monterrey | 5 - 1  | Cruz Azul          | 1 - 0  | 4 - 1   |
| América   | 4 - 0  | Philadelphia Union | 2 - 0  | 2 - 0   |

### Finale
| Squadra 1 | Risultato | Squadra 2 |
| --------- | --------- | --------- |
| Monterrey | 1 - 0     | América   |

## Statistiche

### Individuali

#### Classifica marcatori
Di seguito la classifica marcatori finale.
| Gol |  |  | Giocatore          | Squadra            |
| --- |  |  | ------------------ | ------------------ |
| 5   |  |  | Kacper Przybyłko   | Philadelphia Union |
| 4   |  |  | Bryan Angulo       | Cruz Azul          |
| 4   |  |  | Maximiliano Meza   | Monterrey          |
| 3   |  |  | Yimmi Chará        | Portland Timbers   |
| 3   |  |  | Rogelio Funes Mori | Monterrey          |
| 3   |  |  | Federico Viñas     | America            |